# Physocypria globula
Physocypria globula är en kräftdjursart som beskrevs av N. C. Furtos 1933. Physocypria globula ingår i släktet Physocypria och familjen Cyprididae. Inga underarter finns listade i Catalogue of Life.